# فانتانا (کانزاس)
فانتانا (به انگلیسی: Fontana) شهری در ایالت کانزاس کشور ایالات متحده آمریکا است که جمعیت آن در سرشماری سال ۲۰۱۰ میلادی، ۲۲۴ نفر بوده‌است.